# برهنه‌گرایی

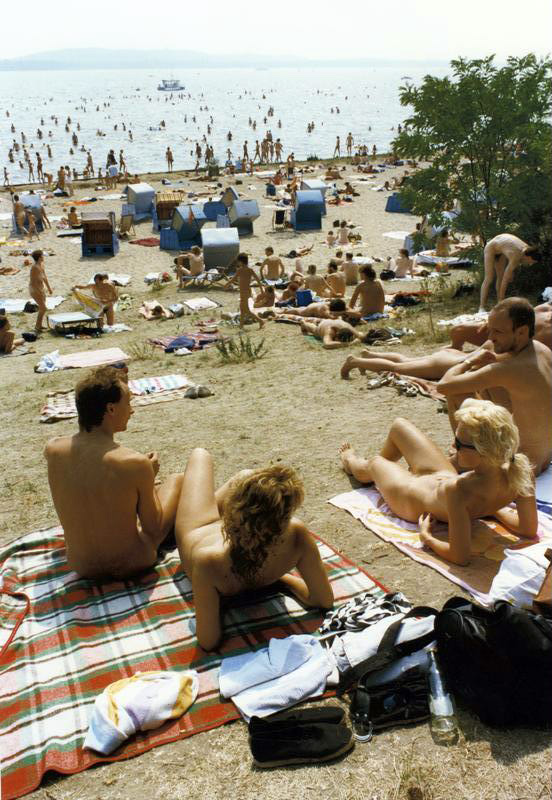
نمایی از حمام آفتاب در ساحل دریاچه موگلسه در برلین شرقی در سال ۱۹۸۹

برهنه‌گرایی یا ناتوریسم (به انگلیسی: Naturism) سبکی از زندگی است که بر برهنگی اجتماعی غیرجنسی در محیط‌های خصوصی و عمومی تأکید دارد؛ این واژه همچنین به جنبش فرهنگی اشاره می‌کند که از این سبک زندگی حمایت و دفاع می‌کند. این دو واژه گاهی به‌طور متناوب نودیسم نیز نامیده می‌شوند. هرچند این دو واژه به‌طور کلی قابل تعویض هستند، نودیسم بر عمل برهنگی تأکید دارد، در حالی که برهنه‌گرایی نگرشی را ترویج می‌دهد که به هماهنگی با طبیعت و احترام به محیط زیست اشاره دارد و این عمل را در بر می‌گیرد. با این حال، برهنه‌گراها از زمینه‌های فلسفی و فرهنگی مختلفی می‌آیند و هیچ ایدئولوژی واحدی برای برهنه‌گرایی وجود ندارد.
نودیسم اخلاقی یا فلسفی تاریخچه‌ای طولانی دارد و بسیاری از طرفداران آن از مزایای لذت بردن از طبیعت بدون لباس سخن گفته‌اند. در اوایل قرن بیستم، سازمان‌هایی به وجود آمدند که برهنگی اجتماعی را ترویج کرده و اردوگاه‌ها و تفریحگاه ناتوریستی خصوصی برای این منظور تأسیس کردند. از دهه ۱۹۶۰، با پذیرش مکان‌های عمومی برای تفریحات با امکان انتخاب لباس، افرادی که خود را ناتوریست یا نودیست نمی‌دانند، توانسته‌اند به‌طور غیررسمی در فعالیت‌های برهنه شرکت کنند. فرصت‌های تفریحات برهنه در سراسر جهان بسیار متنوع است، از مکان‌های دورافتاده که عمدتاً برای اهالی محل شناخته شده‌اند، تا سواحل و پارک‌های برهنه رسمی، و حتی فضاها و ساختمان‌های عمومی در برخی مناطق قضائی.

## تعریف و زبان‌شناسی
کنگره چهاردهم فدراسیون بین‌المللی برهنه‌گرایی (INF) که در سال ۱۹۷۴ در اگد، فرانسه برگزار شد، برهنه‌گرایی را چنین تعریف کرد:
... یک سبک زندگی هماهنگ با طبیعت که با تمرین برهنگی اجتماعی و هدف از آن برای تشویق به احترام به خود، احترام به دیگران و محیط‌زیست مشخص می‌شود.
بسیاری از برهنه‌گرایان معاصر و سازمان‌های برهنه‌گرایی تأکید دارند که تمرین برهنگی اجتماعی نباید با فعالیت جنسی مرتبط باشد. برخی مطالعات اخیر نشان می‌دهند که برهنه‌گرایی می‌تواند به افزایش عزت نفس کمک کند، و بدین ترتیب تأثیر مثبت‌تری برداشتن یک تمایلات جنسی متعادل نیز داشته باشد. به دلایل مختلف اجتماعی، فرهنگی و تاریخی، عموم مردم، رسانه‌ها و بسیاری از برهنه‌گرایان معاصر و سازمان‌های آنها، نگرشی ساده‌شده از رابطه میان برهنه‌گرایی و جنسیت دارند. تا تاریخ ۲۰۰۹، پژوهش‌ها آغاز به کاوش در این رابطه پیچیده کرده‌اند.
فدراسیون بین‌المللی برهنه‌گرایی توضیح می‌دهد:
هر کشور نوع خاص خود را از برهنه‌گرایی دارد، و حتی هر باشگاه ویژگی خاص خود را دارد، زیرا ما نیز، انسان‌ها، هرکدام شخصیت خاص خود را داریم که در محیط اطراف‌مان بازتاب می‌یابد.

## تاریخچه

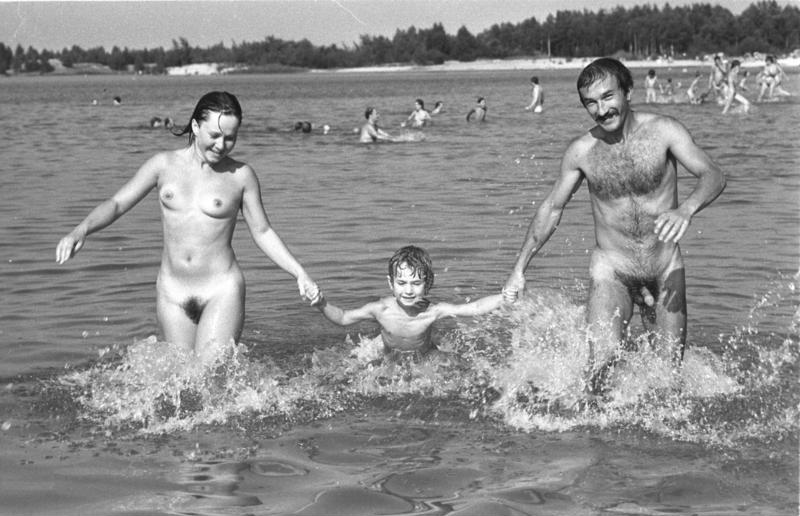
یک خانواده ناتوریست در دریاچه سنفتنبرگ در سال ۱۹۸۳

برهنگی در زمینه‌های اجتماعی به اشکال مختلف توسط بسیاری از فرهنگ‌ها در تمام دوران‌ها انجام شده است. در جامعه‌های غربی مدرن، برهنگی اجتماعی معمولاً در زمینه‌هایی مانند حمام کردن، شنا و استفاده از سونا مشاهده می‌شود، چه در گروه‌های تک‌جنسیتی، در داخل خانواده، یا با دوستان از جنس‌های مختلف، اما در طول تاریخ و در بسیاری از فرهنگ‌های معاصر مناطق استوایی، برهنگی در بسیاری از رویدادهای ورزشی و مسابقات یک هنجار بوده است.
اولین استفاده شناخته شده از واژه naturisme در سال ۱۷۷۸ رخ داد. یک بلژیکی فرانسوی‌زبان به نام ژان باتیست لوک پلانشون (۱۷۳۴–۱۷۸۱) این واژه را برای ترویج برهنگی به عنوان روشی برای بهبود hygiène de vie یا زندگی سالم به کار برد.
اولین باشگاه شناخته‌شده برهنه‌گرایی در معنای غربی کلمه در سال ۱۸۹۱ در هند بریتانیایی تأسیس شد. «انجمن اعتماد برهنگان» توسط چارلز ادوارد گوردون کرافورد، یک مرد بیوه که قاضی دادگاه‌های منطقه‌ای و جلسات برای خدمات مدنی هند بود، تأسیس شد. این کمون در ماتِران مستقر بود و در ابتدا فقط سه عضو داشت: کرافورد و دو پسر یک کشیش انگلیکانی، آندرو و کِلوگ کلدروود. کمون زمانی از هم پاشید که کرافورد به رتناگیری منتقل شد و او بلافاصله پس از آن در سال ۱۸۹۴ درگذشت.
در سال ۱۹۰۲، مجموعه‌ای از مقالات فلسفی توسط دکتر هاینریش پودور تحت نام مستعار هاینریش شام در آلمان منتشر شد که اصطلاح «نک‌ت‌کلتور» را ابداع کرد. در سال ۱۹۰۶، او رساله‌ای سه‌جلدی با همین عنوان نوشت که در آن به مزایای برهنگی در آموزش مشترک و اهمیت شرکت در ورزش‌ها بدون پوشیدن لباس‌های دست‌وپاگیر پرداخته بود. ریچارد اونگویتِر (کتاب‌های «نکتهیت»، ۱۹۰۶، «نکته»، ۱۹۰۸ و غیره) پیشنهاد کرد که ترکیب تناسب اندام جسمانی، نور خورشید و شنا در هوای آزاد، و سپس افزودن فلسفه برهنه‌گرایی به این موارد، به تناسب ذهنی و روانی، سلامتی خوب و دیدگاه بهبود یافته‌ای از زندگی اخلاقی کمک می‌کند. افراد برجسته‌ای مانند آدولف کوخ و هانس سورن از این ایده‌ها حمایت می‌کردند. آلمان اولین مجله برهنه‌گرایی را از ۱۹۰۲ تا ۱۹۳۲ منتشر کرد.
انتشار گسترده این مقالات و دیگر مقالات مشابه، به رشد انفجاری برهنگی در سراسر جهان کمک کرد که در آن برهنه‌ها در فعالیت‌های اجتماعی، تفریحی و تناسب اندام به صورت برهنه شرکت می‌کردند. اولین باشگاه سازمان‌دهی شده برای ناتوریست‌ها به صورت وسیع، Freilichtpark (پارک آزاد-نور)، در سال ۱۹۰۳ توسط پل زیمرمن در نزدیکی هامبورگ افتتاح شد. در سال ۱۹۱۹، پزشک آلمانی، کورت هولدشینسکی کشف کرد که قرار گرفتن در معرض نور خورشید به درمان راشیتیسم در بسیاری از کودکان کمک می‌کند و باعث شد که نور خورشید با بهبود سلامت مرتبط شود.
در فرانسه در اوایل قرن بیستم، برادران گاستون و آندره دورویل، هر دو پزشک، تأثیرات روان‌شناسی، تغذیه و محیط بر سلامت و درمان را مطالعه کردند. آن‌ها به اهمیت غذاهای طبیعی و محیط طبیعی بر رفاه و سلامت انسان پی بردند. آن‌ها این مفهوم را naturisme نامیدند. تأثیر عمیق هوای پاک و نور خورشید بر بدن انسان برای آن‌ها آشکار شد و به این ترتیب برهنگی به بخشی از برهنه‌گرایی آن‌ها تبدیل شد. برهنه‌گرایی در دهه ۱۹۲۰ به پدیده‌ای گسترده‌تر در آلمان، بریتانیا، فرانسه و دیگر کشورهای اروپایی تبدیل شد و سپس به ایالات متحده منتقل شد، جایی که در دهه ۱۹۳۰ تثبیت شد.
تا سال ۱۹۵۱، فدراسیون‌های ملی مختلف برای تشکیل فدراسیون بین‌المللی برهنه‌گرایی متحد شدند. برخی از ناتوریست‌ها ترجیح دادند که به باشگاه‌ها نپیوندند و پس از سال ۱۹۴۵، فشارهایی برای اختصاص سواحل به استفاده ناتوریستی به وجود آمد. از میانه قرن بیستم، با تغییر الگوهای اوقات فراغت، سازمان‌های تجاری شروع به افتتاح مراکز تفریحی کردند تا ناتوریست‌ها را جذب کنند که انتظار راحتی و امکانات مشابه یا حتی بهتر از آنچه که برای غیرناتوریست‌ها ارائه می‌شود را داشتند. اخیراً، گزینه‌های تعطیلات ناتوریستی به گشت‌های تفریحی گسترش یافته است.
در اوایل قرن ۲۱، بسیاری از باشگاه‌های سازمان‌یافته شاهد کاهش حضور جوانان بودند که نگرانی‌هایی را در میان ناتوریست‌ها دربارهٔ آینده این جنبش به وجود آورد. عضویت مسن‌تر در این باشگاه‌ها ممکن است باعث دفع جوانان شده باشد. افزایش محافظه‌کاری اجتماعی و بازتأکید بر تابوهای برهنگی نیز ممکن است به این کاهش کمک کرده باشد. با این حال، از آنجا که تحمل برهنگی به‌طور کلی در حال افزایش است و در میان نسل‌های جوان‌تر بالاتر است، یک فرضیه جایگزین این است که جوان‌ترهای ناتوریست‌ها دیگر احساس نمی‌کنند که برای تمرین برهنه‌گرایی باید به باشگاهی بپیوندند یا به یک استراحتگاه مراجعه کنند. برخی سازمان‌ها در حال جذب اعضای جوان‌تر هستند. این پدیده بسته به کشور متفاوت است، به طوری که در فرانسه، برهنه‌گرایی در دهه ۲۰۱۰ شاهد رشد ثابت در میان جمعیت جوان‌تر بود. روند مشابهی در آلمان مشاهده می‌شود، جایی که جوانان مشتاق به ترک هنجارهای اجتماعی و استانداردهای زیبایی هستند.

## مکان‌ها و رویدادهای برهنه‌گرایی

### امکان برهنه‌گرایان
در رویدادها یا مکان‌های سازمان‌دهی شده توسط برهنه‌گرایان، معمولاً پوشیدن لباس اختیاری است. با این حال، در استخرهای برهنه‌گرایان یا مکان‌های حمام آفتاب، انتظار می‌رود که افراد به‌طور کامل برهنه باشند (البته به شرطی که وضعیت جوی اجازه دهد). این قانون گاهی می‌تواند باعث ایجاد بحث و جدال میان برهنه‌گرایان شود. کارکنان در تأسیسات برهنه‌گرایان معمولاً به دلیل مقررات بهداشتی و ایمنی باید لباس بپوشند.
تأسیسات برهنه‌گرایان به روش‌های مختلفی طبقه‌بندی می‌شوند. یک باشگاه برهنه‌گرای زمینی یا عضومحور، باشگاهی است که امکانات خود را دارد. باشگاه‌های غیرزمینی (یا مسافرتی) در مکان‌های مختلفی ملاقات می‌کنند، مانند منازل خصوصی، استخرها، چشمه‌های آب گرم، باشگاه‌ها و مراکز تفریحی برهنه‌گرایان، یا تأسیسات اجاره‌ای. باشگاه‌های زمینی می‌توانند توسط اعضا بر اساس اصول دموکراتیک اداره شوند یا توسط یک یا چند مالک که قوانین را تعیین می‌کنند. در هر دو حالت، این باشگاه‌ها می‌توانند معیارهای عضویت و تعهدات اعضا را تعیین کنند. این معمولاً شامل اشتراک در کارهای لازم برای نگهداری یا توسعه سایت است.

### سواحل برهنه

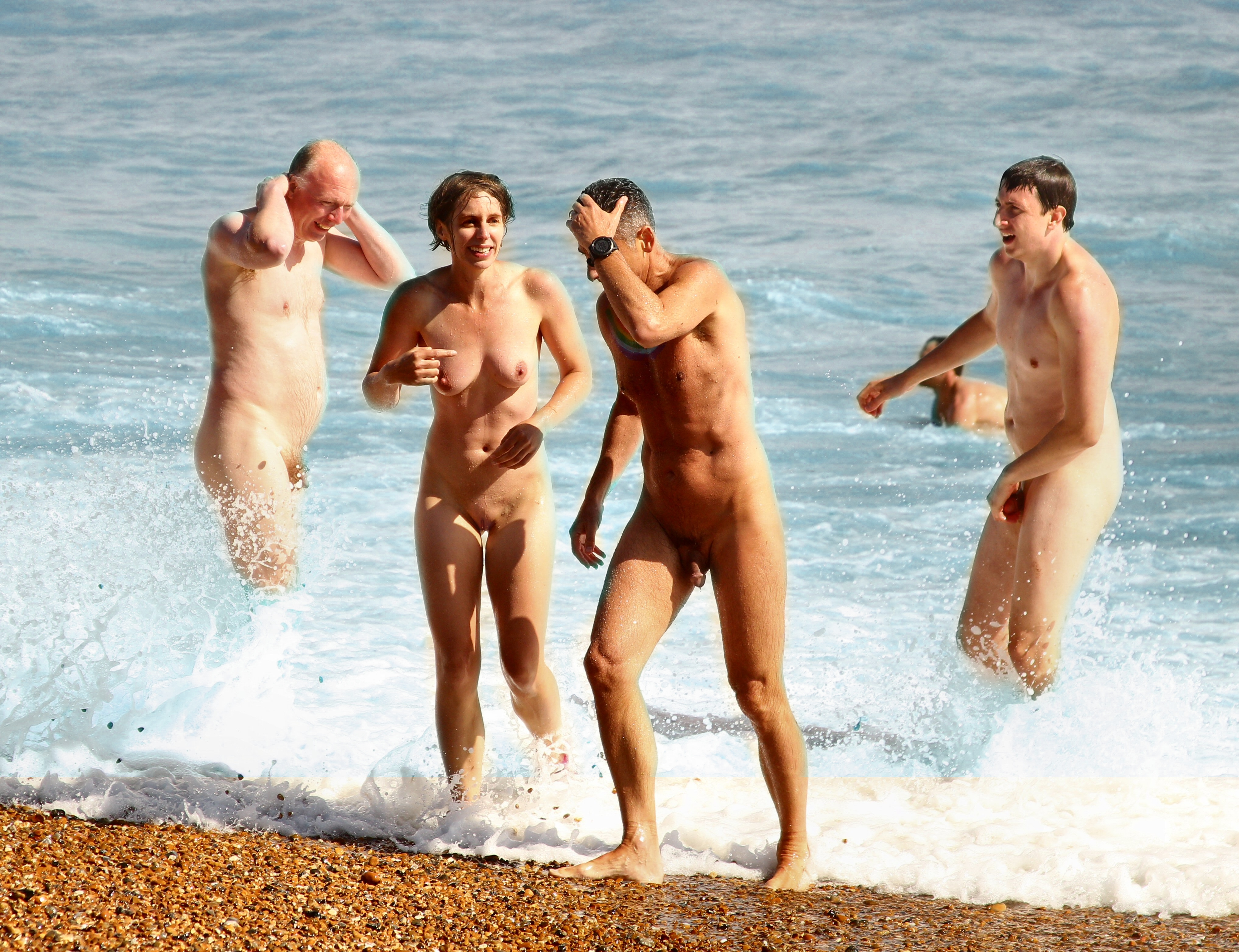
افرادی که پس از مراسم جهانی دوچرخه‌سواری لخت در برایتون در حال حمام آفتاب هستند، ۲۰۱۷

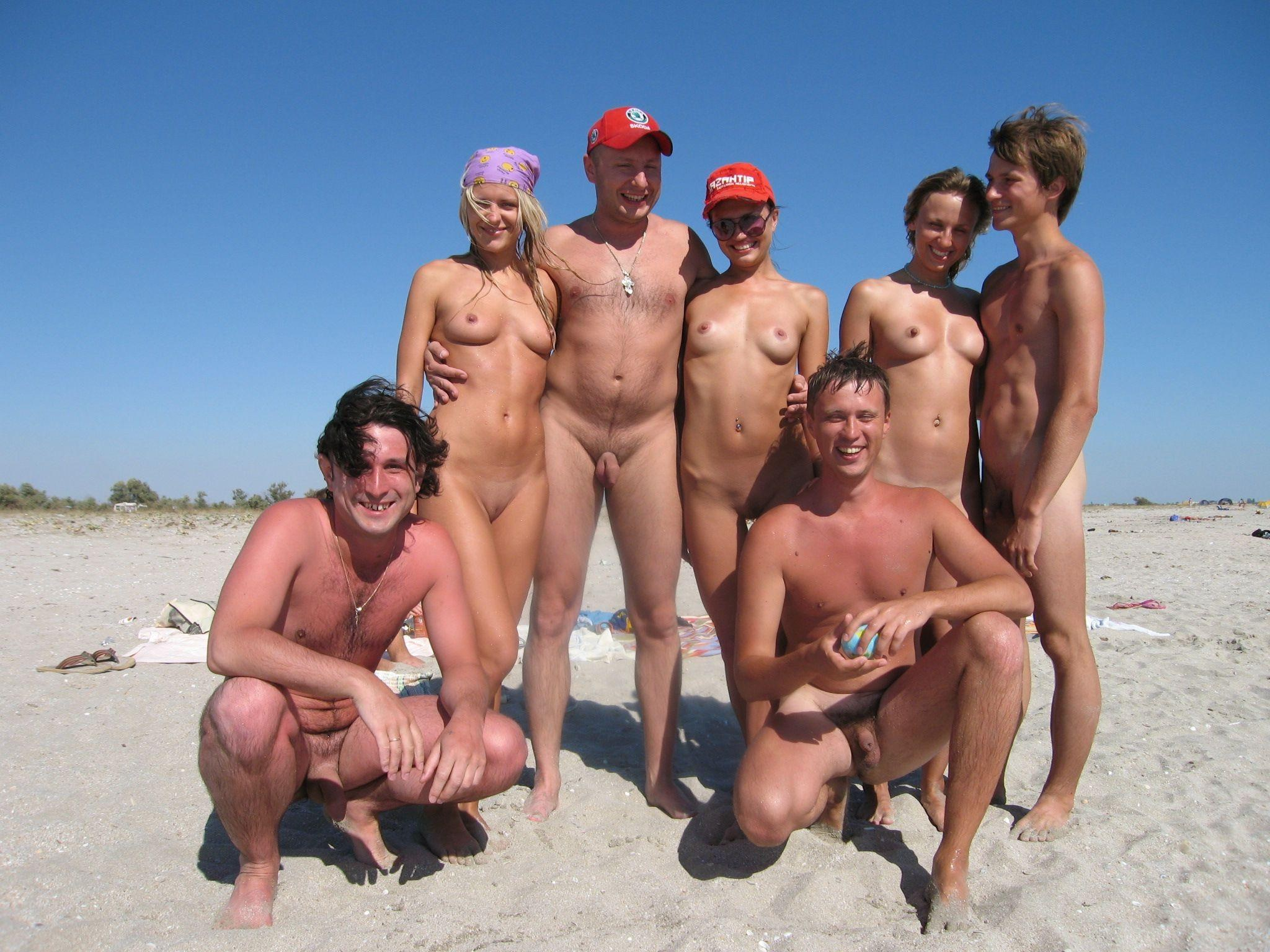
گروهی از برهنه‌گرایان در یک ساحل برهنه در شبه‌جزیره کریمه، ۲۰۰۸

در برخی از کشورهای اروپایی مانند دانمارک، تمامی سواحل به صورت اختیاری برای پوشیدن لباس هستند و در کشورهای دیگر مانند آلمان (و به‌طور تجربی در فرانسه) مناطقی برای آفتاب گرفتن برهنه در پارک‌های عمومی وجود دارد (مانند باغ انگلیسی شهر مونیخ و برلین). سواحل برخی از مقاصد تعطیلاتی مانند کرت، به جز برخی از سواحل شهری مرکزی، به صورت اختیاری برای پوشیدن لباس هستند. در بارسلونا دو ساحل با امکان پوشیدن یا عدم پوشیدن لباس در مرکز شهر وجود دارد. سوئد اجازه برهنگی را در تمام سواحل می‌دهد.
در یک نظرسنجی توسط The Daily Telegraph، آلمانی‌ها و اتریشی‌ها بیشتر از سایرین به ساحل برهنه رفته بودند (۲۸٪)، به دنبال آن‌ها نروژی‌ها (۱۸٪)، اسپانیایی‌ها (۱۷٪)، استرالیایی‌ها (۱۷٪) و نیوزیلندی‌ها (۱۶٪) قرار داشتند. از بین ملیت‌های مورد بررسی، ژاپنی‌ها (۲٪) کمترین احتمال را برای رفتن به ساحل برهنه داشتند. این نتیجه ممکن است نشان‌دهنده کمبود سواحل برهنه در ژاپن باشد؛ با این حال، ژاپنی‌ها در خصوص حمام کردن برهنه در خانه و در اونسنها (چشمه‌های آب گرم) بسیار باز هستند.

### جشنواره‌های برهنگی
از وودستاک تا جشنواره ادینبرو و نمبرسا در نیم‌کره جنوبی، برهنگی اجتماعی در جشنواره‌های موسیقی و پادفرهنگ دهه ۱۹۶۰ قابل مشاهده است. جشنواره‌های هیپی نمبرسا که در اواخر دهه ۱۹۷۰ در نیوزیلند برگزار می‌شدند، نمونه‌هایی از برهنگی غیرجنسی بودند. از مجموع ۷۵٬۰۰۰ نفری که در جشنواره سه‌روزه نمبرسا در سال ۱۹۷۹ شرکت کردند، حدود ۳۵٪ از شرکت‌کنندگان به‌طور خودجوش تصمیم به برهنه شدن گرفتند، و ترجیح دادند که به‌طور کامل یا جزئی برهنه باشند.
برخی از جشنواره‌های برهنگی برای گرامیداشت روزهای خاصی از سال برگزار می‌شوند و فعالیت‌ها ممکن است شامل نقاشی بدن برهنه باشند. یکی از نمونه‌ها، جشنواره روز نپتون است که در کوکتبل، شبه‌جزیره کریمه برای به تصویر کشیدن رویدادهای اساطیری برگزار می‌شود. نمونه دیگر جشنواره برهنگی زیپولیت است که توسط فدراسیون برهنگان مکزیک (Federación Nudista de México) برگزار می‌شود و از سال ۲۰۱۶ هر سال در اولین آخر هفته فوریه برگزار می‌گردد. چندین کمپمانند کشتی‌گیری با روغن در کمپ Gymnasium  نیز فعالیت‌هایی را به صورت برهنه سازمان‌دهی می‌کنند.

### برهنگی تابستانی
برهنگی معمولاً در ماه‌های گرم تابستان رایج‌تر است. برخی مناطق میزبان افرادی هستند که برای اولین بار به برهنگی اجتماعی می‌پردازند و کسانی که اخیراً سبک زندگی برهنگی را آغاز کرده‌اند. یکی از مطالعات اشاره کرده است که برخی از این افراد، برهنگان فصلی هستند که در سایر فصول سال لباس می‌پوشند.

## نوشته‌ها
برهنه‌گرایی بخشی از یک جنبش ادبی در اواخر قرن نوزدهم بود (به آثار آندره ژید) که همچنین بر جنبش‌های هنری آن دوران، به‌ویژه نقاشان آنری ماتیس و دیگر نقاشان فوویسم تأثیر گذاشت. این جنبش بر اساس مفهوم فرانسوی joie de vivre، ایده لذت بردن آزادانه از احساسات جسمی و تجربیات مستقیم و رویکردی خودجوش به زندگی بود.

## سلامتی
فعالیت‌های ناتوریستی می‌توانند فواید روان‌شناختی مثبتی داشته باشند، از جمله رضایت بیشتر از زندگی، تصویر بدنی مثبت‌تر و اعتماد به نفس بالاتر. برهنگی اجتماعی به پذیرش افراد کمک می‌کند، با وجود تفاوت‌ها در سن، شکل بدن، تناسب اندام و سلامت.

## دین
برهنه‌گرایی مسیحی شامل اعضای مختلفی است که به بیشتر فرقه‌های مسیحی وابسته هستند. با اینکه باورها متفاوت است، یک تم مشترک این است که بسیاری از مسیحیت تفسیر اشتباهی از وقایع مربوط به باغ عدن دارند و خداوند از آدم و حوا به خاطر پوشاندن بدن‌هایشان با برگ انجیر ناخشنود بود.

## یادداشت
1. ↑  سازمان «Bund für freies Lebensgestaltung» مستقر در هانوفر نوشت: "برهنه‌گرایی یک سبک زندگی جدید است که به بدن، روح و روان در جامعه اهمیت می‌دهد. ما ایده‌آل آزادی را زندگی می‌کنیم و از محدودیت‌های آن آگاهیم، مسئولیت خود را به عهده می‌گیریم. ابراز اراده ما برهنگی است، اعتراف ما به صداقت."